# امیتی، شهرستان اورنج، نیویورک
امیتی، بخش اورنج، نیو یورک (به انگلیسی: Amity, Orange County, New York) یک منطقهٔ مسکونی در ایالات متحده آمریکا است که در ایالت نیویورک واقع شده‌است.

## خصوصیات
امیتی ۱۵۳٫۹۳ متر بالاتر از سطح دریا واقع شده‌است.